# Amarginops platus
Amarginops platus es una especie de pez actinopeterigio de agua dulce, la única del género monotípico Amarginops de la familia de los claroteidos. Una especie pescada para consumo humano.

## Morfología
Forma del cuerpo típica de los bagres con una longitud máxima descrita de 17 cm.

## Distribución y hábitat
Se distribuye por ríos y lagos de África, como endemismo de los alrededores de las cataratas Boyoma, en la localidad de Kisangani (República Democrática del Congo). Son peces de agua dulce tropical, de hábitat de tipo demersal, que prefiere las corrientes rápidas.